# Верхньорейнський майстер

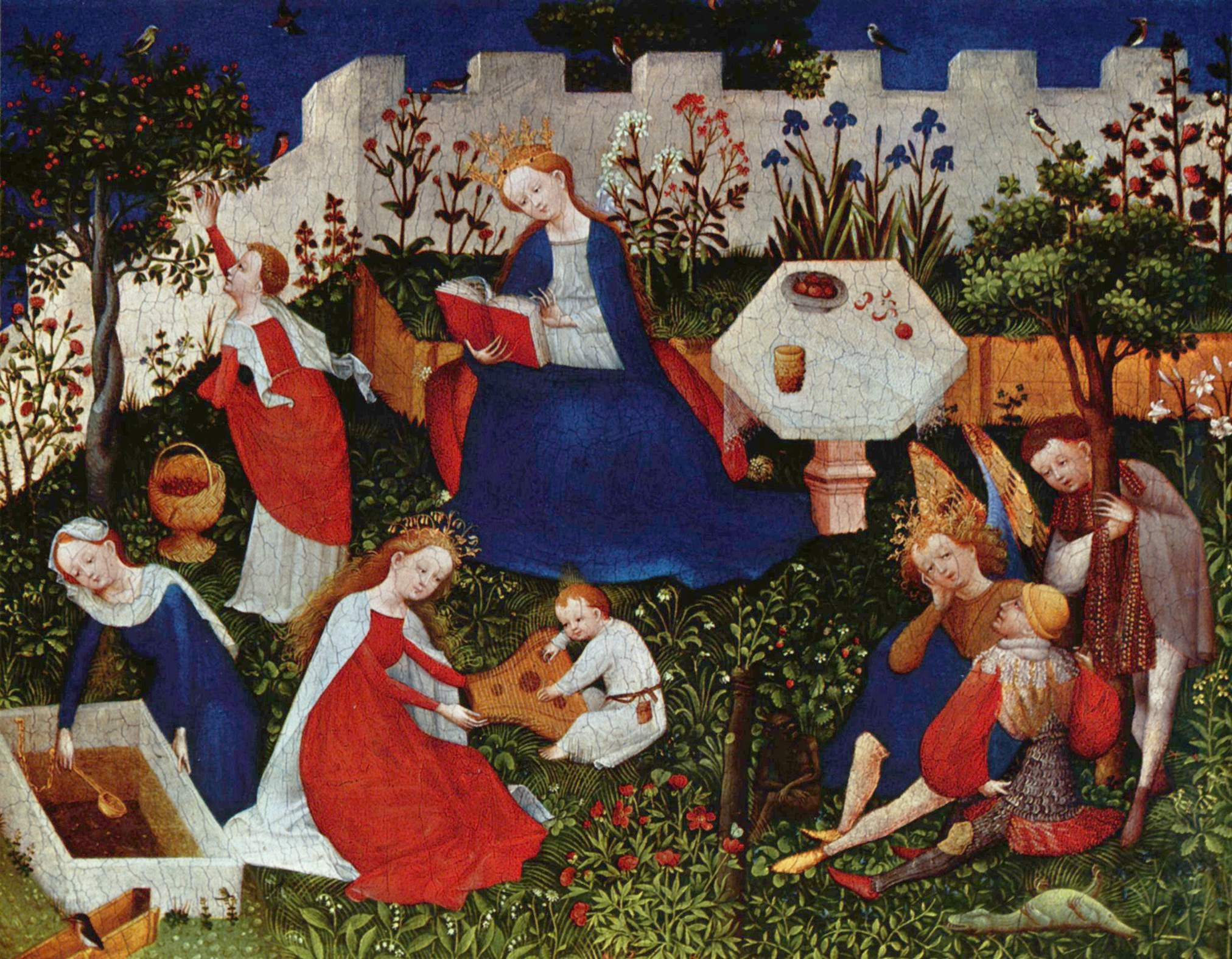
Верхньорейнський майстер: Марія в садку зі святими («Райський садочок»), бл. 1410

Верхньорейнський майстер (нім. Oberrheinischer Meister), також Майстер райського садочка (нім. Meister des Paradiesgärtleins) — невідомий німецький художник з Верхнього Рейну епохи пізньої готики, відомий своєю картиною «Райський садочок» (бл. 1410, Штедель, Франкфурт-на-Майні). Один з представників «м'якого стилю». Цей стиль художник збагатив елементами реалістичного зображення простору..
Стилістика Верхньорейнського майстра з характерним детальним зображенням природи й індивідуалізацією фігур містить в собі елементи раннього Відродження й Гуманізму..

## Вибрані твори
- Райський садочок (нім. Paradiesgärtlein), Штедель, Франкфурт[3]
- Мадонна серед полуниць (нім. Madonna in den Erdbeeren). Художній музей Солотурна, Солотурн
- Народження Марії (нім. Die Geburt Marias). Страсбург, Музей Собору Богородиці (фр. Musee de l'Œuvre Notre-Dame)
- Сумніви Йосипа (нім. Josephs Zweifel). Страсбург, Музей Собору Богородиці